# ریچارد داوکینز
کلینتون ریچارد داوکینز (انگلیسی: Clinton Richard Dawkins؛ زادهٔ ۲۶ مارس ۱۹۴۱) رفتارشناس و زیست‌شناس فرگشتی اهل بریتانیا است. وی همچنین استاد صاحب کرسی دانشگاه آکسفورد در «درک عمومی علم» از ۱۹۹۵ تا ۲۰۰۸ و نویسندهٔ کتاب‌های علمی برای عموم می‌باشد. او عضو انجمن سلطنتی علوم و انجمن سلطنتی ادبیات بریتانیا است و در تفسیر و آموزش مهارت دارد. همچنین داوکینز یکی از خداناباوران مشهور بوده و به دلیل نقد دین و دین‌گرایی شهرت دارد.
داوکینز، ردِ خدا و مذهب را نتیجهٔ طبیعی مطالعهٔ فیزیک و کیهان‌شناسی و همچنین زیست‌شناسی فرگشتی و نظریهٔ فرگشت می‌داند. این نگرش که به «خداناباوری علمی» مشهور است، به لحاظ بنیادین متفاوت از «خداناباوری فلسفی» است.
داوکینز، کتاب‌های متعددی در زمینهٔ فرگشت (تکامل)، نوشته‌است. نخستین کتاب او، با عنوان ژن خودخواه که در سال ۱۹۷۶ منتشر شد، او را به مجامع علمی، معرفی کرد. داوکینز در این کتاب، نقش کلیدی ژنها را در فرگشت، تشریح می‌کند و برای نخستین‌بار، مفهوم میم را مطرح می‌نماید. از آن پس او چندین کتاب در شرح و بحث جنبه‌هایی از مفهوم انتخاب طبیعی نگاشته که بیشتر، عناوینی شاعرانه دارند: فنوتیپ گسترش‌یافته، ساعت‌ساز نابینا، صعود به قلهٔ ناممکن، گسیختن رنگین‌کمان، داستان نیاکان، پندار خدا، بزرگ‌ترین نمایش روی زمین و جادوی واقعیت: چگونه می‌دانیم چه چیزی واقعاً درست است. در این میان به نظر خود داوکینز بدیع‌ترین اثر علمی او فنوتیپ گسترش‌یافته است. وی در این کتاب این نظریه را طرح کرد که اثرات فنوتیپی (رخ نمود) محدود به داخل بدن جانداران نیستند؛ بلکه می‌توانند به بیرون از بدن جاندار گسترش یابند و حتی در بدن دیگر جانداران تأثیر بگذارند.
داوکینز از منتقدان بزرگ آفرینش‌گرایی و یک بی‌خدای مشهور است. او همچنین یک آزاداندیش، اومانیست سکولار، شک‌گرا، خردگرای علمی و پشتیبان جنبش روشن‌ها (به انگلیسی: Brights Movement) است. داوکینز در کتاب پندار خدا (۲۰۰۶) عنوان کرد که به احتمال نزدیک به یقین خالقی فراطبیعی وجود ندارد و ایمان دینی یک پندار [توهم] غلط جا افتاده‌است. تا نوامبر سال ۲۰۰۷ تنها در زبان انگلیسی یک و نیم میلیون نسخه از این کتاب به فروش رسید. این کتاب به سی و دو زبان، از جمله فارسی، ترجمه شده‌است. داوکینز در سال ۲۰۱۴ بنیاد خرد و دانش ریچارد داوکینز را با هدف «گسترش سواد علمی» و «مقابله با دخالت دین در آموزش علم در مدارس» بنیان گذاشت.

## زندگی

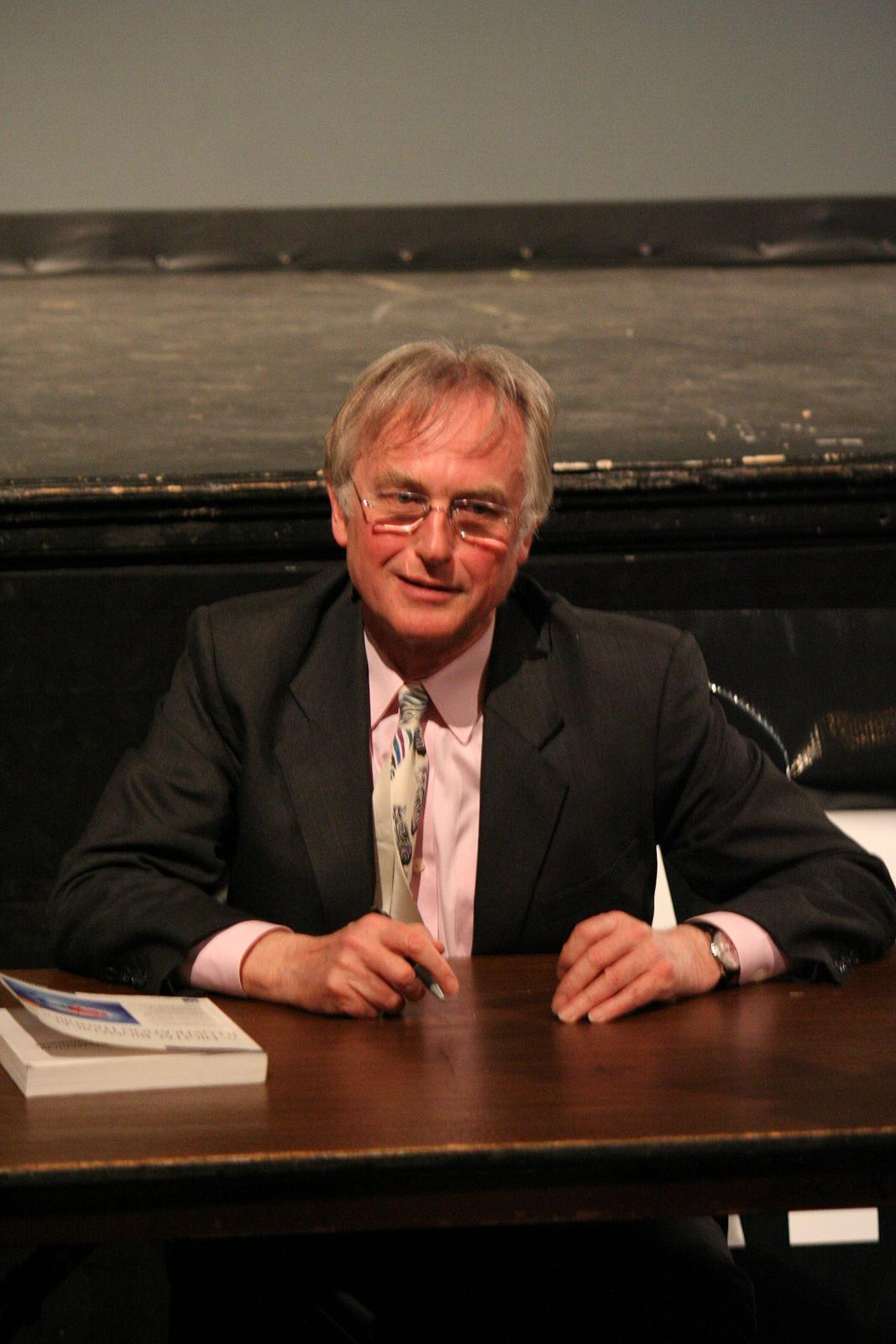
داوکینز در دانشگاه تکزاس در آستین، مارس ۲۰۰۸

ریچارد داوکینز در ۲۶ مارس ۱۹۴۱ در نایروبی کنیا زاده شد. پدرش یک سرباز بود که در جنگ جهانی دوم از کنیا به انگلیس بازگشت تا به نیروهای متفقین بپیوندد. آن‌ها در سال ۱۹۴۹ زمانی که ریچارد هشت ساله بود به انگلستان بازگشتند. پدر و مادرش، هر دو به علوم طبیعی علاقه‌مند بودند و پاسخ پرسش‌های داوکینز را به شکل علمی می‌دادند.
داوکینز دوران کودکی خود را یک پرورش معمولی انگلیکان توصیف می‌کند. او به گفته خودش در ۹ سالگی شروع به شک‌کردن در وجود خدا کرد؛ ولی برهان نظم او را قانع می‌کرد. دریافت این نکته که در جهان ادیان گوناگون وجود دارند، و مسیحی بودن او شانسی بوده، و اگر در جای دیگری به دنیا می‌آمد دین دیگری داشت بر وی تأثیر گذاشت و فهمید که چون هزاران دین گوناگون وجود دارند همگی نمی‌توانند درست باشند. در ۱۶ سالگی با داروینیسم آشنا شد و دریافت که پیچیدگی‌های جانداران نیازی به خالق و طراح ندارد و ایمان دینیش را از دست داد. بعدها با تحصیل در رشته زیست‌شناسی و هر چه بهتر فهمیدن جوانب قضایا، کاملاً به توضیح مادی و طبیعی حیات و غیرضروری بودن خالق فراطبیعی اذعان نمود.
داوکینز به دنبال علاقه‌ای که از کودکی همراهش بود؛ یعنی زیست‌شناسی رفت و در رشتهٔ جانورشناسی دانشگاه آکسفورد به تحصیل پرداخت. در آنجا نیکو تینبرگن رفتارشناس جانوری برندهٔ جایزه نوبل استاد راهنما و تز دکترایش بود. او پس از دریافت دکترا یک سال دیگر در آکسفورد ماند و زیر نظر تینبرگن به پژوهش‌های رفتارشناسی جانوران پرداخت.
او در اواخر دههٔ شصت به عنوان استادیار در دانشگاه برکلی کالیفرنیا کار می‌کرد. این دوران مصادف بود با بحبوحهٔ جنگ ویتنام که داوکینز همچون بسیاری از استادان و دانشجویان دانشگاه مخالف آن بودند و او به شدت درگیر فعالیت‌های ضد جنگ شد. سپس در ۱۹۷۰ به عنوان استاد در دانشگاه آکسفورد مشغول به کار گردید. در دههٔ هفتاد داوکینز به توضیح دانش برای عموم علاقه‌مندان روی آورد. نخستین کتابش را به نام «ژن خودخواه» در سال ۱۹۷۶ نوشت؛ که کتابی مشهور و اثرگذار گردید و موجی نو در زیست‌شناسی فرگشتی به وجود آورد.
داوکینز سخنرانی‌های علمی قابل توجهی داشته‌است. از جمله سخنرانی مایکل فارادی، سخنرانی یادبود توماس هاکسلی و سخنرانی تینبرگن. او همچنین به عنوان نویسنده با مجلات سرشناس علمی و با دانشنامه انکارتا در زمینه دانشنامه فرگشت همکاری داشته‌است. او به عنوان دبیر ارشد با مجلهٔ فری اینکوایری همکاری دارد و جز هیئت امنای مجلهٔ اسکپتیک [شک‌گرا] است.
او عضو گروه‌های خبرهٔ بسیاری از جمله آکادمی پادشاهی علوم و آکادمی پادشاهی ادبیات بریتانیا است. وی همچنین رئیس بخش علوم زیستی انجمن پیشبرد دانش بریتانیا می‌باشد. در سال ۲۰۰۴ کالج بالیول دانشگاه آکسفورد جایزه داوکینز را برای اهدا به پژوهش‌های برجسته در زمینهٔ بوم‌شناسی و رفتارشناسی جانوران در خطر انقراض تأسیس نمود.
داوکینز در سال ۱۹۹۵ به دریافت کرسی فهم عمومی چالرز سیمونی آکسفورد نائل شد؛ که در سپتامبر ۲۰۰۸ به خاطر رسیدن به سن بازنشستگی اجباری دانشگاه باید از آن بازنشسته شود. او همچنین از ۱۹۷۰ عضو هیئت مدیرهٔ نیوکالج آکسفورد بوده‌است.

## فعالیت‌ها

### زیست‌شناسی فرگشتی
از دیدگاه علمی، داوکینز بیشتر به دلیل گسترش و عمومی‌سازی نگرش ژن محور در فرضیه فرگشت شناخته شده‌است. این دیدگاه او به روشنی در کتاب‌هایش بنام‌های ژن خودخواه (سال ۱۹۷۶) و فنوتیپ گسترش‌یافته (۱۹۸۲) به چشم می‌خورد. داوکینز یک رفتارشناس جانوری است و از این رو به بررسی ارتباط رفتار حیوانات با انتخاب طبیعی علاقه‌مند است. او بر این باور است که ژن واحد اصلی انتخاب در فرایند فرگشت است. او همواره در مورد دیدگاه‌های مربوط به فرایندهای ناسازگارانه در فرگشت و اعتقاد به انتخاب در سطحی بالاتر از ژن، نگرشی بسیار شکاکانه داشته‌است. داوکینز به ویژه نسبت به اهمیت انتخاب گروهی به عنوان پایه خیرخواهی و ازخودگذشتگی، نگرشی انتقادآمیز دارد. او با بهره‌گیری از نقطه نظرات دبلیو دی همیلتون در مورد انتخاب قومی و رابرت تریورز در مورد ازخودگذشتگی متقابل، دیدگاه خود را در مورد از خودگذشتگی در کتاب ژن خودخواه انعکاس داده‌است.

## میم
برای اطلاعات بیشتر به میم رجوع کنید. 

داوکینز کلمهٔ میم (معادل فرهنگی ژن) را به منظور توضیح این که چگونه اصول داروینی ممکن است برای تشریح گسترش عقاید و پدیده‌های فرهنگی بکار روند، ابداع کرد. این کار منجر به به‌وجود آمدن رشته‌ای بنام میمتیک گردید. میم به هر موضوع فرهنگی که یک ناظر بتواند آن را یک همانندساز در نظر گیرد، اشاره دارد. فرض داوکینز این است که بسیاری از پدیده‌های فرهنگی، به ویژه هنگام روبرو شدن با انسان‌ها (انسان‌ها به‌واسطه روند تکاملی خود به شکل نسبتاً کارآمدی توانایی کپی کردن اطلاعات و رفتار را دارند) قابل همانندسازی هستند. میمها همیشه بدون اشتباه کپی نمی‌شوند و در معرض تعدیل، ترکیب و تغییر به وسیلهٔ عقاید دیگر قرار دارند و این روند می‌تواند به تولید میمهای جدید بینجامد. این میم‌های جدید خود می‌توانند همانند سازهای کارآمد تر یا ناتوان تری از نیاکانشان باشند و این زمینه‌ای است برای فرضیه فرگشت فرهنگی (تکامل فرهنگی) که متناظر با فرگشت بیولوژیک بر پایه ژن است. داوکینز پس از تعیین خطوط اصلی نظراتش در کتاب ژن خودخواه، وظیفه گسترش این نظریه را به عهده دیگران از جمله سوزان بلک مور گذاشت.

### انتقاد از آفرینش‌گرایی
برای اطلاعات بیشتر به بوئینگ ۷۴۷ غایی رجوع کنید. 

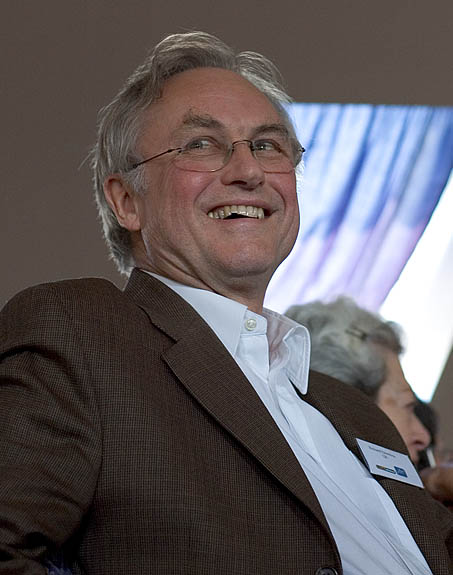
داوکینز در حاشیه سخنرانی در ایسلند، ۲۴ ژوئن ۲۰۰۶

داوکینز یکی از منتقدان شاخص آفرینش‌گرایی (اعتقاد دینی مبنی بر اینکه انسان‌ها، موجودات زنده و تمامی جهان به وسیلهٔ خدا آفریده شده) محسوب می‌شود. او اعتقاد به آفرینش‌گرایی اخیر دنیا (نوعی از آفرینش‌گرایی که بر پایه تعالیم انجیل و تورات، سن زمین و جهان را تنها چند هزار سال می‌داند) را اشتباهی ابلهانه و مخالف عقل سلیم می‌داند. داوکینز در سال ۱۹۸۶ در کتاب خود به نام «ساعت‌ساز نابینا» بحث مربوط به طراحی را که یکی از مهم‌ترین مباحثی است که آفرینش‌گرایان به آن تکیه می‌کنند، به باد انتقاد گرفت. او در این کتاب با مثال مشهور ویلیام پیلی الهیدان قرن هجدهم به مخالفت پرداخته‌است. پی لی در کتاب خود «خداشناسی طبیعی» ذکر می‌کند «همان‌گونه که یک ساعت به‌واسطه این که بسیار پیچیده و کارآمد است نمی‌تواند خودبخود و تنها از روی تصادف به وجود آمده باشد، تمامی موجودات زنده که به مراتب پیچیده‌ترند باید هدفمندانه طراحی شده باشند.» داوکینز معتقد است که انتخاب طبیعی برای توضیح کارآمدی آشکار و پیچیدگی غیر تصادفی دنیای بیولوژیک و موجودات زنده کافی است. او می‌گوید انتخاب طبیعی گرچه فرایندی خودبخود، فاقد شعور و کور است، در طبیعت همان نقش ساعت‌ساز را بازی می‌کند.
در دسامبر ۲۰۰۴ داوکینز در مناظره تلویزیونی با بیل مویرز گوشزد کرد «در میان آنچه که دانش مدعی دانستنشان است، فرگشت یکی از چیزهایی است که مشمول این ادعا می‌شود». هنگامی که مویرز از او دربارهٔ فرضیه بودن فرگشت پرسید، داوکینز پاسخ داد: «فرگشت مورد ارزیابی قرار گرفته‌است. نکته در این جاست که ارزیابی در زمان بوقوع پیوستن فرگشت نبوده‌است.» او اضافه می‌کند: «این حالت مانند حضور یک کارآگاه در یک صحنه قتل است. گرچه کارآگاه به‌طور مستقیم قتل را مشاهده نکرده‌است، ولی دیدن شواهد و قراین فراوان می‌تواند کلید بسیار مهمی برای حل معما باشد. چنین شواهدی حتی می‌توانند چگونگی وقوع حادثه را تشریح کنند.»
داوکینز به‌شدت با گنجاندن مباحث مربوط به آفرینش‌گرایی در تدریس علوم مخالف است زیرا وی آفرینش‌گرایی را یک بحث دینی می‌داند و معتقد است که آفرینش‌گرایی یک بحث علمی نیست.
در مقابل گفته می‌شود که ایمان مذهبی مترادف آفرینش‌گرایی نیست.

### خداناباوری و منطق گرایی
داوکینز آشکارا خداناباور است و از منتقدان بنام مذهب به‌شمار می‌آید. برخی او را خداناباور ستیزه‌جو (گروهی از خداناباوران که نسبت به مذهب نگرشی ستیزه جویانه دارند) می‌دانند. داوکینز خداناباوری‌اش را نتیجه منطقی درک خود از نظریه فرگشت و درک این که دین و علم ناسازگارند می‌داند.
داوکینز در سال ۱۹۸۶ در کتاب ساعت‌ساز نابینا می‌نویسد: «پیش از کشف تکامل توسط علم یک خداناباور بر پایه نظرات هیوم می‌توانست بگوید: «من برای اشکال پیچیده بیولوژیک توضیحی ندارم. تنها می‌توانم بگویم که خدا توضیح خوبی در این رابطه نیست. بهتر است که صبر کنیم و چشم امید داشته باشیم تا شخصی با نظری بهتر از راه برسد.» بدون شک این دیدگاه، گرچه از نظر منطقی درست بنظر می‌رسید، ولی توان متقاعد ساختن افراد را به‌طور کامل نداشت. هرچند خداناباوری ممکن است پیش از داروین نیز قابل دفاع کردن بوده باشد، ولی این داروین بود که این امکان را فراهم کرد که یک فرد خداناباور، و در همان حال از نظر ذهنی متقاعد و راضی باشد.»
برخی از نویسندگان منتقد یادآور شده‌اند که نظریه تکامل داروین لزوماً منتفی‌کننده اعتقاد به خدا نیست. به عنوان مثال، دیوید برلینکسی، در کتاب «توهم شیطان» از زیست‌شناس معروف، کنث میلر نقل می‌کند که وی تضادی بین ایمان کاتولیک خود با نظریه فرگشت نمی‌بیند. علاوه بر این او از فرانسیس کالینز مثال می‌آورد که سرپرست پروژه ژنوم انسان بود و نظری مشابه در مورد عقاید مذهبی دارد.
در سال ۱۹۹۱ او در مقاله خود بنام «ویروس‌های ذهن» این امکان را مطرح کرد که بتوان بر اساس نظریه میمتیک به توضیح پدیده ایمان مذهبی و برخی دیگر از نمودهای دینی (مانند اعتقاد به مجازات بی ایمانان در آخرت) پرداخت.
به نظر داوکینز ایمان یکی از بزرگ‌ترین آفت‌های جهان است. ایمان به معنی اعتقادی است که بر پایه شواهد نیست. او ایمان را مانند آبله می‌داند با این تفاوت که ریشه کنی ایمان بسیار دشوارتر است.
برخی از اینکه داوکینز بین بنیادگرایی مذهبی و مذهب معتدل فرقی نمی‌گذارد از وی انتقاد کرده‌اند. آن‌ها این باور داوکینز را در مقابل ایده تساهل و تسامح می‌دانند که از پایه‌های یک جامعه دمکراتیک و مورد قبول بسیاری از جمله خداناباوران سنتی است.
پس از واقعه ۱۱ سپتامبر سال ۲۰۰۱، هنگامی که نظر او را در مورد تغییراتی که جهان از این پس به خود خواهد دید جویا شدند، داوکینز پاسخ داد: «بسیاری از ما دین و مذهب را تنها به شکل چرندیاتی بی‌ضرر نگاه می‌کردیم. ما فکر می‌کردیم که گرچه ایمان ممکن است هیچ شاهدی برای اثبات خود نداشته باشد، ولی می‌تواند همانند چوب زیر بغل، تکیه‌گاه و تسلی خاطری برای افراد باشد و از این رو آن را بی‌ضرر می‌دانستیم. ۱۱ سپتامبر همه این دیدگاه‌ها را زیر و رو کرد. این واقعه به ما نشان داد که مذهب چرندیاتی بی‌ضرر نیست بلکه می‌تواند به چرندیاتی بسیار خطرناک و مرگبار تبدیل شود. مذهب خطرناک است زیرا به افراد اطمینان کامل و غیرقابل تغییری نسبت به بر حق بودنشان می‌دهد. مذهب خطرناک است زیرا به افراد شجاعت کاذبی برای کشتن خود می‌دهد. چنین شجاعتی به نوبه خود تمامی مرزهایی که جلوی کشتن دیگران را می‌گیرد از میان برمی‌دارد. مذهب خطرناک است زیرا دشمنی و کینه را نسبت به دیگران، تنها به دلیل این که رسوم به ارث رسیده متفاوتی دارند، برمی‌انگیزد. مذهب خطرناک است زیرا ما جملگی پذیرای احترام غریبی نسبت به آن هستیم که موجب شده‌است تا مذهب از هر گونه نقد و انتقادی مصون باشد. بیایید تا همگی چنین احترام احمقانه‌ای را کنار بگذاریم.»
برخی نویسندگان با اشاره به تحقیق دانشمند علوم سیاسی رابرت پیپ که همه عملیات‌های شهادت طلبانه از سال ۱۹۸۰ را بررسی کرده‌است با اظهار نظر داوکینز مخالفت کرده‌اند. در این تحقیق که در سال ۲۰۰۳ چاپ شده، نویسنده نتیجه می‌گیرد ایمان مذهبی (از هر نوعش) نه لازم و نه کافی برای خلق عاملان این انفجار هاست. پیپ معتقد است انگیزه اصلی سیاسی است.
داوکینز در سال ۲۰۰۶ کتابی بنام توهمی بنام خدا (به فارسی به نام پندار خدا ترجمه شده‌است) نوشت. این کتاب از کلیه آثار دیگرش در سطح جهانی فروش بالاتری داشته‌است. بسیاری از اندیشمندان نگارش این کتاب را تقدیر کردند. از آن جمله می‌توان از سر هارلد کروتو (برنده جایزه نوبل شیمی در سال ۱۹۹۶), استیون پینکر (روان‌شناس) و جیمز دی واتسون (برنده جایزه نوبل فیزیولوژی و پزشکی در سال ۱۹۶۲) نام برد. برخی نیز همچون فیلسوف خدا ناباور مایکل روس، منتقد ادبی تری ایگلتون و فیلسوف مسیحی کیث وارد کتاب وی را به باد انتقاد گرفتند. داوکینز معتقد است که «وجود خداوند یک فرضیه علمی همانند هر فرضیه علمی دیگر است.» او با نظر استفن جی گولد مبنی بر این که علم و دین دو حیطه کاملاً جدا از هم هستند (اصطلاح گولد در این رابطه حوزه‌های ناهمپوش است که به آن در انگلیسی به‌طور مخفف نوما (NOMA) هم می‌گویند) مخالف است. داوکینز استدلال می‌کند «وجود خداوند مانند هر چیز دیگری یک فرض علمی است». او با اصل مجیستریای غیر همپوشانی‌کننده استفن جی گولد مخالف است. داوکینز در مصاحبه با مجله تایم گفت:
من فکر می‌کنم بخش‌های مجزای گولد یک اقدام سیاسی برای جذب طبقه متوسط میانه به اردوگاه علم بود؛ ولی خیلی ایده توخالی ای ست. هر گونه اعتقاد به معجزه نه تنها با واقعیات علم بلکه با روح علم در تناقض است.
در سپتامبر سال ۲۰۰۸ دادگاهی در ترکیه دسترسی به وب سایت داوکینز را در ترکیه به اتهام «توهین شخصیتی» مسدود کرد. این تصمیم در پی شکایت آفرینش گرای اسلامی هارون یحیی گرفته شد.
در سال ۲۰۱۰ در ملبورن استرالیا داوکینز از عبارت «پاپ نازی» هنگام صحبت دربارهٔ پاپ پیوس دوازدهم استفاده کرد (در اشاره به رفتار بحث‌انگیز پاپ در مورد هولوکاست در طول جنگ جهانی دوم) که این عمل داوکینز با انتقاداتی مواجه گردید.

### اسلام
داوکینز بین اسلام و ادیان دیگر تفاوت‌هایی قایل است و برخی را خطرناک‌تر از برخی دیگر می‌داند. او در این میان اسلام را بزرگ‌ترین خطر جهان می‌داند و معتقد است:
اسلام یکی از بزرگ‌ترین نیروهای اهریمنی جهان است.
موضع‌گیری اختصاصی داوکینز در مورد اسلام انتقاد برخی نویسندگان غربی را برانگیخته است. از جمله اوئن جونز در پاسخ به یکی از اظهارات داوکینز نوشت:
اگر خداناباوری به معنای تعصب یک جانبه در مورد مسلمانان، یا تلاش برای اخراج مؤمنان از زندگی اجتماعی است در آن صورت من خداناباور نیستم.

## منتقدان داوکینز
بسیاری از منتقدان داوکینز، در نظر گرفتن ژن به عنوان واحد انتخاب را گمراه‌کننده دانسته‌اند و نظر داده‌اند که در واقع ژن واحد انتخاب نیست، بلکه واحد فرگشت است. انتقاد دیگر این است که ژن به تنهایی توان بقا ندارد و به منظور ساختن یک موجود زنده، مجبور است با دیگر ژن‌ها همکاری نماید و به همین دلیل نمی‌توان یک ژن را یک واحد مستقل در نظر گرفت. داوکینز در کتاب فنوتیپ گسترش یافته ابراز می‌کند که از دیدگاه یک ژن، به‌واسطه بازترکیبی ژنتیک و تولید مثل جنسی، تمامی ژن‌های دیگر بخشی از محیط زیستی هستند که آن ژن در آن سازگار شده‌است.
داوکینز و استفن جی گولد (دیرین‌شناس اهل ایالات متحده آمریکا) اختلاف نظر زیادی در مورد مکانیسم‌ها و عوامل اثرگذار در فرگشت داشتند. با این وجود رفتار آن‌ها نسبت به یکدیگر ستیزه‌جویانه نبود و داوکینز بخش عمده‌ای از کتابش بنام «یک موبد شیطان» (سال ۲۰۰۳) را پس از مرگ گولد به او که در سال ۲۰۰۲ از دنیا رفته بود تقدیم کرد.
استفان جی گولد نسبت به موضوع «ژن به عنوان واحد انتخاب طبیعی» انتقاداتی دارد. گولد استدلال می‌کند که ژن‌ها به‌طور مستقیم در انتخاب طبیعی به چشم نمی‌آیند. در واقع واحد انتخاب طبیعی فنوتیپ است تا ژنوتیپ. برای اینکه این فنوتیپ است که با محیط به عنوان واسطه انتخاب طبیعی به برهمکنش می‌پردازد. کیم استرنلی دیدگاه گولد را این‌گونه خلاصه می‌کند: «تفاوت‌های ژنی، باعث تغییرات تکاملی در گروه‌ها نمی‌شود، بلکه فقط این تغییرات را به ثبت می‌رساند.». این دیدگاه مطابق با نظر دیگر دیرینه‌شناس مشهور نیلز الدرج نیز هست.
پاتریک بیتسون در این خصوص می‌نویسد، اصرار بر اینکه ژن‌ها واحد تشکیل دهنده انتخاب طبیعی هستند مانند این است که بگوییم، علت خرید ماشین‌ها توسط مردم فشارهای هیدرولیکی و دیگر اجزای تشکیل دهنده ماشین‌ها هستند (که آن را به حرکت درمی‌آورند)
به دنبال وارد شدن داوکینز به حوزه فلسفه و الهیات، گروهی از متفکران به او انتقادهایی را وارد نمودند. در میان این افراد، الهی دانان مسیحی، فیلسوفان، و بعضاً برخی از خدا ناباوران و شک گرایان دیده می‌شوند.
- الوین پلانتینگا، در مقاله‌ای در نقد کتاب پندار خدا با تأیید این امر که داوکینز یک نویسنده با استعداد در زمینه‌های علمی است می‌نویسد: «با وجود اینکه این کتاب [پندار خدا] در اصل فلسفی است، داوکینز فیلسوف نیست. او یک زیست‌شناس است… واقعیت این است که بسیاری از استدلال‌های او در کلاس درس فلسفه نمره قبولی نمی‌گیرند.»[۴۷]
- آلیستر مکگرات الهی دان آکسفورد، در مقابل موضع‌گیری داوکینز که از علوم طبیعی به نتیجه‌ای فلسفی (مبنی بر عدم وجود خدا) رسیده‌است، گفتاری از دیگر دانشمندان می‌آورد که علم محدود است و از فلسفه و الهیات جداست:

--زیست‌شناس شک گرا، استفان جی گولد:
علم با ابزارهای قانونی خود قادر نیست در مورد موضوع سرپرستی احتمالی خدا بر طبیعت قضاوت کند. ما نه آن را تأیید و نه آن را رد می‌کنیم؛ بلکه به عنوان دانشمند از نظر دادن در مورد آن خود داری می‌کنیم.
--پیتر مداوار برنده جایزه نوبل در فیزیولوژی پزشکی:
اینکه برای دانش مرزی هست، به دلیل وجود پرسشهایی که نمی‌تواند به آن پاسخ دهد بسیار محتمل شده‌است و هیچ پیشرفتی در علم نخواهد توانست علم را قادر به پاسخگویی آن‌ها کند.
--مارتین ریس اختر فیزیکدان و رئیس سابق انجمن سلطنتی بریتانیا:
معمای بزرگ این است که چرا اصلاً چیزی وجود دارد. چه چیزی زندگی را به معادلات فیزیک می‌افزاید و آن‌ها را در یک گیتی واقعی فعال می‌کند. این پرسشها در ماورای علم هستند و در محدوده فیلسوفان و دین شناسان قرار می‌گیرند.
- عبدالکریم سروش در دانشگاه استنفورد به نقد دیدگاه داوکینز پرداخت و طرح پرسش هایدگر که «چرا موجودات به جای آنکه نباشند، هستند ؟»، پاسخ این پرسش را فلسفی و نه علمی دانست. سروش در این ادامه با بحث در باب مفهوم زمانمندی و علیت به اثبات خدا پرداخته و سپس با صحبت در باب مبنای اخلاقی بودن، نکاتی در معقولیت خداباوری بیان می‌کند. او نتیجه می‌گیرد عموم کسانی که دستی در فلسفه و کلام دارند استدلال‌های داوکینز را بسیار سخیف و ضعیف برشمرده‌اند.
- احمد الحسن یمانی یکی از علمای شیعه است که به نقد داوکینز پرداخته‌است. او کتابی تحت عنوان توهم خداناباوری[۵۴] در جواب به توهم خدای داوکینز نگاشته‌است. نکته مهم این است که احمد الحسن برخلاف دیگر علمای شیعه به فرگشت معتقد است.
- در سال ۲۰۰۴ کتابی به چاپ رسید با عنوان پندار داوکینز. در این کتاب نویسنده، آلیستر مکگرات، نکاتی را در مقابل استنتاج‌های ضّد دینی داوکینز بیان می‌کند. از جمله می‌نویسد که نظریه فرگشت لزوماً موید هیچ مرام و مسلکی نیست، چه الحاد و چه ایمان. وی تأکید می‌کند که موافقت با داروین لزوماً به خداناباوری نمی‌انجامد. مایکل شرمر، پایه‌گذار جامعه شکاکان -که داوکینز نیز عضو آن است- با ذکر این مطلب که این کتاب اثباتی برای وجود خدا نمی‌آورد می‌نویسد: دفاع [مکگرات] از ایمان دینی یک دفاع جانانه و محترمانه‌است و او نشان می‌دهد که برخی از ارزیابی‌های داوکینز در مورد مذهب قطعاً بیش از اندازه ساده انگارانه یا گزینشی هستند.[۵۵][۵۶] مک‌گرات معتقد است که داوکینز از الهیات مسیحی ناآگاه است و نتیجتاً نمی‌تواند به طرز هوشمندانه‌ای با دین و ایمان ارتباط برقرار کند.[۵۷] داوکینز، در پاسخ، می‌پرسد «آیا برای باور نکردن لپرکانها لازمست لپرکان‌شناسی خوانده باشید؟»،[۵۸] و در نسخه با جلد کاغذی پندار خدا - او به پی زی میرز زیست‌شناس آمریکایی که این خط استدلال را با «پاسخ درباری» خواندن به سخره گرفته بود اشاره کرد.[۵۶] داوکینز در فستیوال ادبی ساندی تامیز در ۲۰۰۷ مناظره مفصلی با مک‌گرات داشت.[۵۹]
- تری ایگلتون -که از او با عنوان یکی از تأثیرگذارترین منتقدان زنده بریتانیا نام برده می‌شود- در «نقد کتاب لندن» نظرات داوکینز در مورد الهیات را به نظرات کسی شبیه می‌داند که در مورد زیست‌شناسی داد سخن می‌دهد ولی اطلاعات او در این موضوع در حد کتاب پرندگان بریتانیاست.[۶۰]
- مجله پراسپکت که سال قبل از انتشار کتاب پندار خدا، داوکینز را در زمره سه شخصیت روشنفکر برتر معرفی کرده بود، در تغییر موضعی قابل توجه در مقاله‌ای به قلم اندرو براون این کتاب را بی دقت و غیر منسجم خواند.[۶۱]
- ژورنال فلسفه فرگشتی، در مقاله‌ای به قلم رابرت استوارت، داوکینز را متهم به این می‌کند که مفاهیم سؤال‌برانگیز را با واژه‌های علمی می‌پوشاند تا به آن‌ها چهره موجه بدهد. او به این مسئله اشاره می‌کند که داوکینز مبحث «تکامل کیهانی» را در لوای تکامل زیست‌شناسی به خواننده القا می‌نماید بدون اینکه ذره‌ای دلیل برای اثبات آن بیاورد.[۶۲]

## گفتاوردها
- «افراد مذهبی وقتی که با علم مواجه می‌شوند به سه گروه بزرگ تقسیم می‌شوند. من آن‌ها را چنین طبقه‌بندی می‌کنم: «جاهل»، «عالم‌نما» و «لاادری».»
  - مناظره با مذهب
- «امروزه «نظریه تکامل» همانند «نظریه گردش زمین به دور خورشید» به قدری روشن است که جای هیچ‌گونه شک و شبه‌ای باقی نگذاشته‌است.»
  - ژن خودخواه/ ۱۹۷۶، ۱۹۸۹
- «ایمان دینی، دست کم به تعبیر متعارف آن، یک «پندار» است: باور کاذبی است که در برابر تمام شواهد خلاف خود سخت‌جانی می‌کند. من این نظر رابرت ام پیرسیگRobert Maynard Pirsig را تأیید می‌کنم که می‌گوید: هنگامی‌که یک‌نفر دچار پندار می‌شود، او را دیوانه می‌خوانند. هنگامی که افراد بسیاری دچار یک پندار می‌شوند، آن‌ها را مؤمن خطاب می‌کنند.»
  - پندار خدا
- «بگذار تا بشردوستی و گشاده‌دستی را بیاموزیم، از آن‌رو که نفس‌پرست زاده شده‌ایم.»
  - ژن خودخواه/ ۱۹۷۶، ۱۹۸۹
- «بی‌خدایان باید به بی‌خدایی خود مفتخر باشند، نه شرمنده؛ زیرا بی‌خدایی فرد نشانهٔ صحت و استقلال ذهن اوست.»
  - پندار خدا
- «کسی که به صحت چیزی باور دارد چون در کتاب مقدس‌اش آن‌طور نوشته شده؛ و حتی اگر همهٔ شواهد دنیا را هم برخلاف رأی او باشند، چون در کتاب مقدس او طور دیگری نوشته، آن شواهد را نمی‌پذیرد. من مطلقاً منکر می‌شوم که چنین آدمی باشم. اگر شواهد، مرا به پذیرش مطلبی وادارند من هم مثل هر دانشمندی مشتاقانه آن را می‌پذیرم. من بدون داشتن شواهد چیزی را درست نمی‌دانم. درست است که گاهی احساساتی می‌شوم، اما این احساسات من ناشی از علاقه به حقیقت است. احساسات بسیار با بنیادگرایی فرق دارد.»
  - مصاحبه با بی‌بی‌سی/۲۰۰۴ میلادی
- «گرچه «خداناباوری»، به احتمال قوی پیش از چارلز داروین قادر به دفاع منطقی از خود بوده‌است، اما داروین نخستین روشنفکر منکر وجود خدا بود که ظهور کرد.»
  - ساعت‌ساز نابینا
- «من به این دلیل مخالف مذهب هستم که مارا به راضی‌بودن و سرسپردگی تعلیم می‌دهد تا از درک علمی جهان ناتوان باشیم.»
  - پیش‌گفتار پندار خدا
- «نباید کودکان را به کیش والدین‌شان دانست و بر آن‌ها برچسب دین خاصی زد. اصطلاحاتی مثل «بچه کاتولیک» یا «بچه مسلمان» باید منزجرکننده محسوب شوند.»
  - پندار خدا

## آثار

### کتاب‌ها
- ژن خودخواه ۱۹۷۶ میلادی (ترجمه به فارسی توسط دکتر جلال سلطانی، انتشارات مازیار، ۱۳۹۶)
- فنوتیپ گسترش یافته ۱۹۸۲ میلادی
- ساعت‌ساز نابینا ۱۹۸۶ میلادی (ترجمه به فارسی توسط شهلا باقری و محمود بهزاد، انتشارات مازیار)
- رودخانه‌ای از بهشت ۱۹۹۵ میلادی
- صعود به قلهٔ ناممکن ۱۹۹۶ میلادی
- گسیختن رنگین‌کمان ۱۹۹۸ میلادی
- دین یار شیطان ۲۰۰۳ میلادی
- داستان نیاکان ۲۰۰۴ میلادی
- پندار خدا ۲۰۰۶ میلادی (از آن به نام «توهم خدا» هم یاد شده‌است)
- کتاب آکسفورد علمی‌نویسی مدرن ۲۰۰۸ میلادی
- بزرگ‌ترین نمایش روی زمین: مدرکی برای تکامل ۲۰۰۹ میلادی
- جادوی واقعیت: چگونه می‌دانیم چه چیزی واقعاً درست است ۲۰۱۱ میلادی
- میل به شگفتی: دانشمند می‌سازد ۲۰۱۳ میلادی
- شمعی کوچک در تاریکی: زندگی من و علم ۲۰۱۵ میلادی
- کتاب ژنتیک مردگان: یک خیال‌پردازیِ داروینی ۲۰۲۴ میلادی

### فیلم‌های مستند
- خوب‌ها زودتر می‌روند ۱۹۸۷
- ساعت‌ساز نابینا ۱۹۸۷
- رشد در جهان ۱۹۹۱
- شکستن فاصل دانش ۱۹۹۶
- نوارهای بی‌خدایی ۱۹۹۶
- سؤال بزرگ ۲۰۰۴
- ریشهٔ همهٔ شر؟ ۲۰۰۶
- دشمنان خرد ۲۰۰۷
- نبوغ چارلز داروین ۲۰۰۸
- تهدید مدارس دینی ۲۰۱۰
- روابط جنسی، مرگ و معنای زندگی ۲۰۱۲
- ناباوران ۲۰۱۳